# Cirneco di Lampedusa
Il cirneco di Lampedusa è un cane tipo podenco detto anche cane di Lampedusa  o podenco tunisino, anche se diversi cinologi ritengono che esso sia, in realtà, una variante locale del cane dei faraoni.

## Storia
Il cane di Lampedusa è originario dalle Isole Pelagie italiane nel Mediterraneo, isole che si trovano in posizione centrale nel tratto di mare tra la Sicilia e la Tunisia, e quindi non troppo distanti da Malta. 
Il cane prende il nome dall'isola principale di Lampedusa, ma si può trovare anche sulle isole di Linosa e Lampione, oltre che nell'estremo nord della Tunisia.
Si conosce poco di questa razza originaria, le cui origini sono certamente comuni a quelle dei cani dell'area del mediterraneo meglio conosciuti come cani podenco e/o cirnechi. Si hanno notizie della razza solo su documenti letterari.
La razza viene citata in due testi: 
- Biodiversità Canina Italiana - Catalogazione di Antonio Crepaldi Editore – Centro di Ricerca Universale sulla Biodiversità Canina.
- Mario Canton, Levrieri e segugi primitivi. Antonio Crepaldi Editore, II Ed. 2012 p. 318[1]

Quest'ultimo è frutto di una ricerca cinologica che ha censito 107 razze italiane minori; tra queste alcune razze e/o varianti che non erano mai state descritte prima in letteratura.
La razza, secondo Mario Canton esperto cinofilo italiano, potrebbe essere assimilata al gruppo delle razze autoctone spagnole dette gruppo etnico; sono queste razze di cani che in Spagna vengono censite e registrate in un opportuno registro detto: Registrazioni iniziali di gruppi etnici o in spagnolo Registro de Grupos Étnicos Caninos (RGEC) della Real Sociedad Canina de España.
Questo registro riconosce il fatto che esistono differenze sostanziali tra un cane appartenente ad gruppo etnico ed un cane appartenente ad una razza vera e propria. La creazione di questo registro permetterebbe di recuperare le varianti locali di razze di cani esistenti che rischiano di essere perdute per sempre. Costituendo, lo stesso, il punto di partenza per arrivare successivamente alla creazione della razza di cane vera e propria. Infatti, i cani appartenenti al gruppo etnico hanno e mantengono peculiari e specifici adattamenti ai compiti cui sono destinati, elementi questi su cui si può iniziare una selezione.
È questo il caso del cirneco di Lampedusa, del cirneco di Bagheria e del cirneco sardo quando ci si riferisce ai cani tipo podenco italiani.

## Caratteristiche
Il cane di Lampedusa come tutti i podenco è un abile cane da caccia, ma per il resto si sa molto poco di questo cane. Tuttavia, si dice che abbia tradizionalmente vissuto su queste isole come un cane pariah.
La razza è in forte declino da diversi anni, probabilmente è estinta.
Mario Canton, noto cinologo, lo considera come variante locale del cirneco dell'Etna.